# Pastorale (arte)

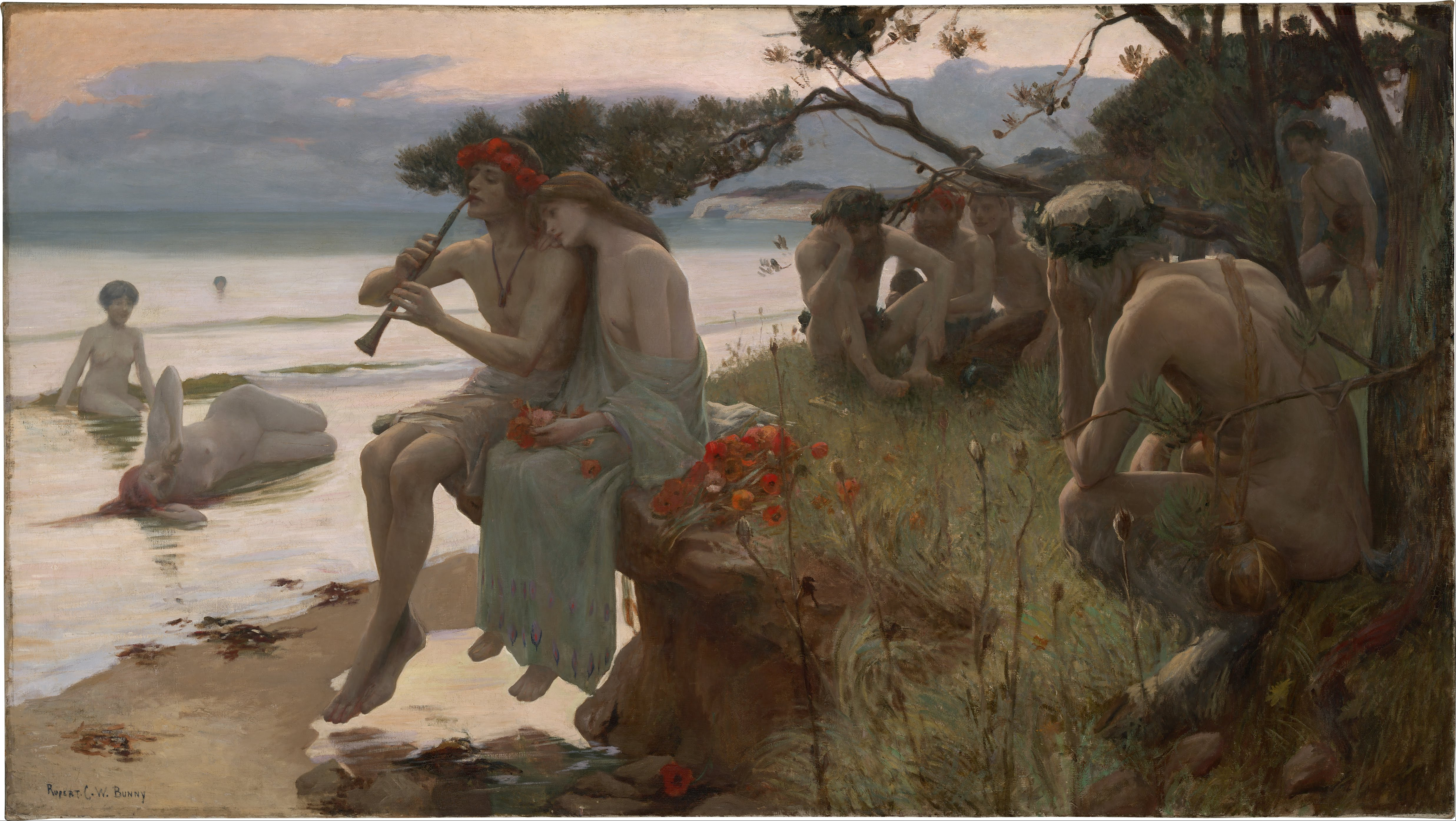
Rupert Bunny - Pastori in ambiente bucolico - Idillio di mare Pastorale (1893).

Il termine pastorale in arte (letteratura, arti visive e musica, principalmente) si riferisce alla rappresentazione di un soggetto campestre in cui villaggi di campagna, pastori, animali e il paesaggio stesso vengono raffigurati in maniera idealizzata, spesso alludendo ad atmosfere idilliache e mitiche.
Il tema pastorale, particolarmente importante nella cultura inglese, è spesso mescolato con altri elementi: nell'Arcadia di Sir Philip Sidney, ad esempio, il tema pastorale è commisto a quello dell'intreccio romantico. Altri esempi di ambientazioni pastorali sono il quarto atto del Racconto d'inverno di Shakespeare (in cui il tema è commisto a quello dell'amore e della nobiltà nascosta), La regina delle fate di Edmund Spenser (in cui torna nuovamente il tema del rampollo nobile nascosto sin dall'infanzia tra i pastori).
Il genere pastorale nasce in epoca ellenistica con il poeta siciliano Teocrito, che potrebbe aver tratto ispirazione dalle leggende e dalle tradizioni della popolazione locale: la sua opera venne poi ripresa da Virgilio nelle sue Bucoliche e Georgiche. Vi si ispirarono numerosi poeti successivi tra cui Edmund Spenser, Alexander Pope e Christopher Marlowe (in particolare nel suo Il pastore appassionato al suo amore). Per sottolineare il riferimento all'antichità, questi poeti spesso danno ai loro protagonisti nomi greci come Polifilio e Filomela. I poemi pastorali sono ambientati in un meraviglioso paesaggio rurale, il locus amoenus per eccellenza, come la mitica Arcadia, terra del dio Pan. Il compito di prendersi cura delle greggi è generalmente presentato come una mansione leggera, non invasiva delle vite dei pastori che trascorrono il tempo in dolce indolenza, spesso componendo musica come Pan stesso. Non secondario è il tema romantico, che vede spesso i pastori impegnati a corteggiare pastorelle, ninfe o addirittura dee.

## Letteratura
- Teocrito con gli Idilli;
- Mosco con gli Idilli;
- Bione con gli Idilli;

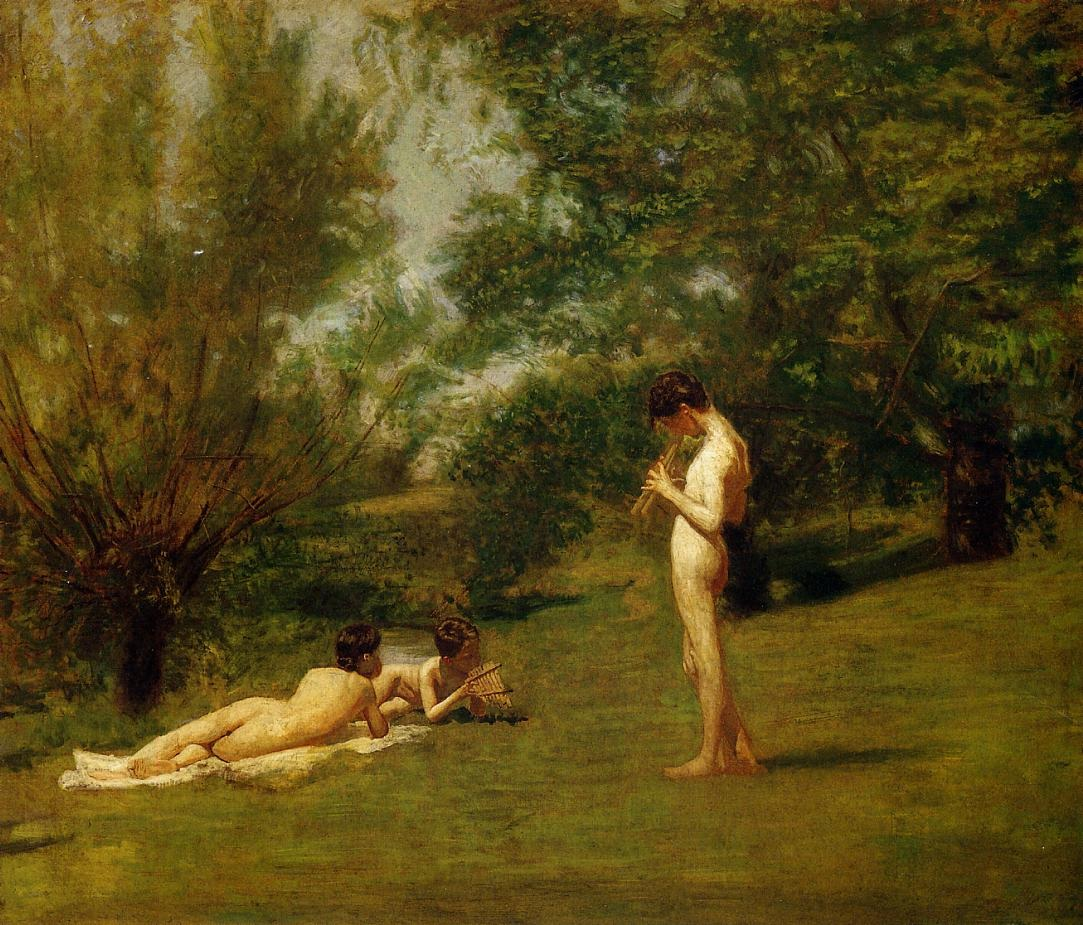
Thomas Eakins, Arcadia

- Publio Virgilio Marone con le Bucoliche;
- Calpurnio Siculo con le Egloghe;
- Nemesiano con le Egloghe;
- Longo Sofista con il romanzo Dafni e Cloe;
- Dante con le Egloghe;
- Petrarca con il Bucolicum carmen;
- Boccaccio con il Buccolicum carmen;
- Poliziano con la tragedia Fabula di Orfeo;
- Jacopo Sannazaro con il prosimetro Arcadia;
- Castiglione con l'ecloga Tirsi;
- Torquato Tasso con la "favola boschereccia" Aminta;
- Guarini con la "tragicommedia" Pastor fido;
- Sir Philip Sidney con Arcadia;
- Tom Stoppard, Sir Philip Sidney con Arcadia.[1]

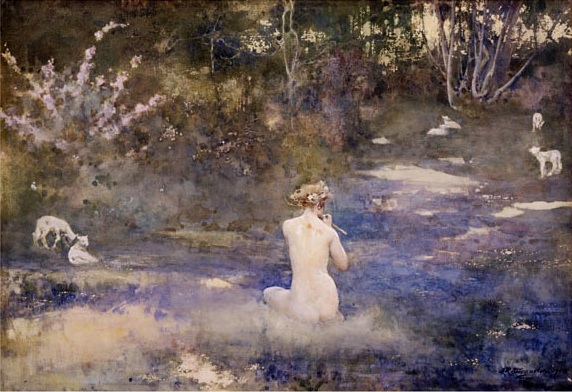
A Pastoral (1905), di John Reinhard Weguelin

## Arte
- Poussin con Et in Arcadia ego;
- Guercino con Et in Arcadia ego;
- Paul Cézanne con la Pastorale;
- Thomas Eakins con l'Arcadia.

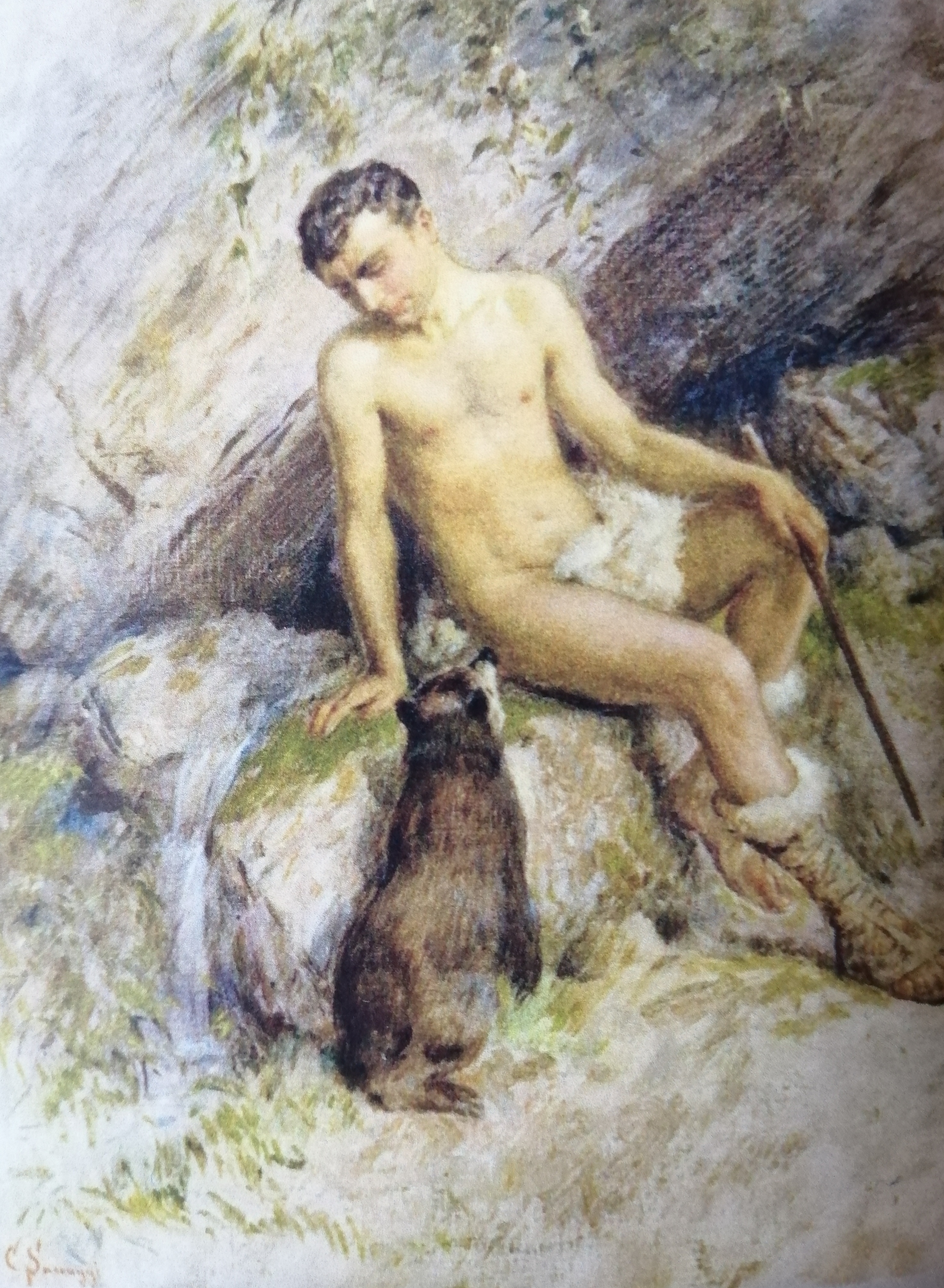
Pastorello in ambiente bucolico, scena pastorale in stile neoclassico di Cesare Saccaggi

- Pablo Picasso con La joie de vivre (Pastorale)
- John Reinhard Weguelin con A Pastoral
- Cesare Saccaggi con Pastorello in ambiente bucolico (Pastore di Arcadia)
- Rupert Bunny, Pastori in ambiente bucolico - Idillio di mare Pastorale (1893).

## Musica
- Adam de la Halle, Le jeu de Robin et Marion, pastourelle
- Girolamo Frescobaldi, Capriccio fatto sopra la pastorale (1637)
- Bernardo Storace, Pastorale per organo, da Selva di varie compositioni d'intavolatura per cimbalo et organo (1664)
- Arcangelo Corelli, Pastorale dal Concerto grosso, op. VI, n. 8 (ca. 1690; pubblicato 1714) Concerto fatto per la notte di Natale
- Giuseppe Torelli, Pastorale per il Santissimo Natale, da Concerti grossi ... opera VIII (1709)
- Domenico Zipoli, Pastorale per organo, da Sonate d'intavolatura per organo e cimbalo op.1 (1716)
- Antonio Vivaldi, ultimo movimento (Allegro) del concerto per violino solo e archi in Mi mag. La primavera da Le quattro stagioni, dalla raccolta Il cimento dell'armonia e dell'inventione (1725)
- Johann Sebastian Bach, Pastorella (Pastorale) per organo in Fa maggiore (BWV 590)
- Georg Friedrich Händel, Pifa, dall'oratorio Messiah (HWV 56) (1741)
- Ludwig van Beethoven, Sonata per pianoforte n. 15 op. 28 Pastorale.
- Ludwig van Beethoven, Sinfonia n. 6 (nota come Pastorale, uno dei più significativi esempi di argomento bucolico trasposto in musica)
- César Franck, Pastorale per organo, op. 19
- Danze popolari del Pollino, Pastorale del Pollino